# Medil Aseo
Medil Sacay Aseo (ur. 27 czerwca 1954 w Maniki) – filipiński duchowny katolicki, biskup Tagum od 2018.

## Życiorys

### Prezbiterat
Święcenia kapłańskie otrzymał 7 kwietnia 1979 i został inkardynowany do diecezji Tagum. Pracował głównie jako duszpasterz parafialny, był też m.in. wicerektorem i prokuratorem seminarium w Tagum, kapelanem filipińskich marynarzy w Liverpoolu oraz misjonarzem w amerykańskiej diecezji Greensburg.

### Episkopat
7 kwietnia 2018 papież Franciszek  mianował go biskupem ordynariuszem diecezji Tagum. Sakry udzielił mu 20 czerwca 2018 metropolita Davao – arcybiskup Romulo Valles.